# Protelura guttata
Protelura guttata är en skalbaggsart som beskrevs av Britton 1987. Protelura guttata ingår i släktet Protelura och familjen Melolonthidae. Inga underarter finns listade i Catalogue of Life.